# Anita Lonsbrough
Anita Lonsbrough (Reino Unido, 10 de agosto de 1941) es una nadadora británica retirada especializada en pruebas de estilo braza, donde consiguió ser campeona olímpica en 1960 en los 200 metros.

## Carrera deportiva
En los Juegos Olímpicos de Roma 1960 ganó la medalla de oro en los 200 metros estilo braza, con un tiempo de 2:49.5 segundos que fue récord del mundo, por delante de las alemanas Wiltrud Urselmann y Barbara Göbel.
Además ha ganado otras medallas en campeonatos europeos en la misma prueba, y también en las de 4x100 metros estilos y 400 metros estilos, durante finales de los años 50 y comienzos de los años 60.